# Aerangidinae
Aerangidinae es una  subtribu  dentro de la familia de las orquídeas.
Contiene cerca de 400 especies en 36 géneros. Se producen en el África tropical, Madagascar, Mascareñas y las Islas Comoras y dos géneros en la América tropical. Se distinguen de las otras subtribus  por tener un rostelo como delantal, un alargado espolón, y dos polinias.

## Géneros
- Aerangis - Ancistrorhynchus - Angraecopsis - Azadehdelia - Blecardia - Bolusiella - Cardiochilus - Chamaeangis - Chauliodon - Cribbia - Cyrtorchis - Diaphananthe - Dinklageella - Distylodon - Eggelingia - Encheiridion - Erasanthe[1] - Eurychone - Holmesia - Listrostachys - Margelliantha - Microcoelia - Microterangis - Mystacidium - Nephrangis - Plectrelminthus - Podangis - Rangaeris - Rhaesteria - Rhipidoglossum - Sarcorhynchus - Solenangis - Sphyrarhynchus - Summerhayesia - Taeniorrhiza - Triceratorhynchus - Tridactyle - Ypsilopus